# إرنولشيم ليه سافيرن
إرنولشيم ليه سافيرن (بالفرنسية: Ernolsheim-lès-Saverne) هي بلدية تقع في إقليم الراين الأسفل من منطقة ألزاس في شمال شرق فرنسا. تبلغ مساحة هذه المدينة 10.94 (كم²)، يبلغ عدد سكانها 610 نسمة حسب إحصاء المعهد الوطني للإحصاء والدراسات الاقتصادية سنة 2009 م. وترأس Jeannot Schnell البلدية خلال فترة (2001 - 2008).

## وصلات خارجية
- صفحة البلدية على موقع المعهد الوطني للإحصاء والدراسات الاقتصادية